# Паломица
Паломица — река в Кировской области России, правый приток Моломы (бассейн Волги). Устье реки находится в 359 км по правому берегу реки Молома. Длина реки составляет 49 км. Площадь водосборного бассейна — 262 км².
Река берёт исток в лесах близ точки, где сходятся Кировская, Вологодская и Костромская область в 24 км к северо-западу от посёлка Верхняя Волманга. Река течёт на север по заболоченному лесному массиву, в среднем течении протекает деревни Верхняя Паломица и Нижняя Паломица. Впадает в Молому у деревни Нижний Починок.
Система водного объекта: Молома → Вятка → Кама → Волга → Каспийское море.

## Притоки (км от устья)
- Большая (лв)
- 32 км Вохомка (32 км) (лв)
- 39 км: Рукавишный Лог (лв)

## Данные водного реестра

Бассейн Вятки

По данным государственного водного реестра России относится к Камскому бассейновому округу, водохозяйственный участок реки — Вятка от города Киров до города Котельнич, речной подбассейн реки — Вятка. Речной бассейн реки — Кама.
Код объекта в государственном водном реестре — 10010300312111100035034.